# Javorje (Brdovec)
Javorje is een plaats in de gemeente Brdovec in de Kroatische provincie Zagreb. De plaats telt 634 inwoners (2001).